# Űrrepülés

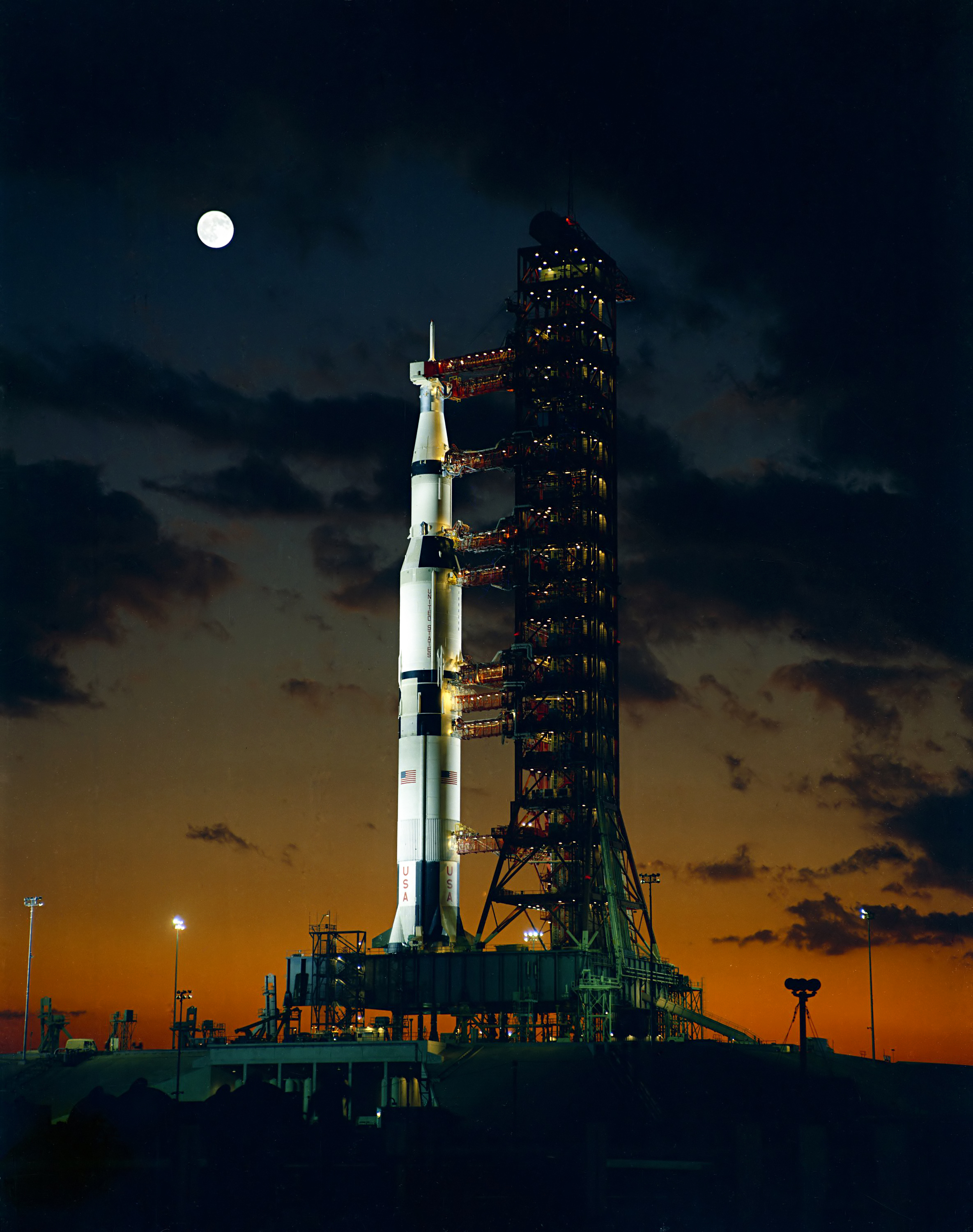
Saturn V rakéta a kilövőállásban az Apollo–4 felbocsátásakor

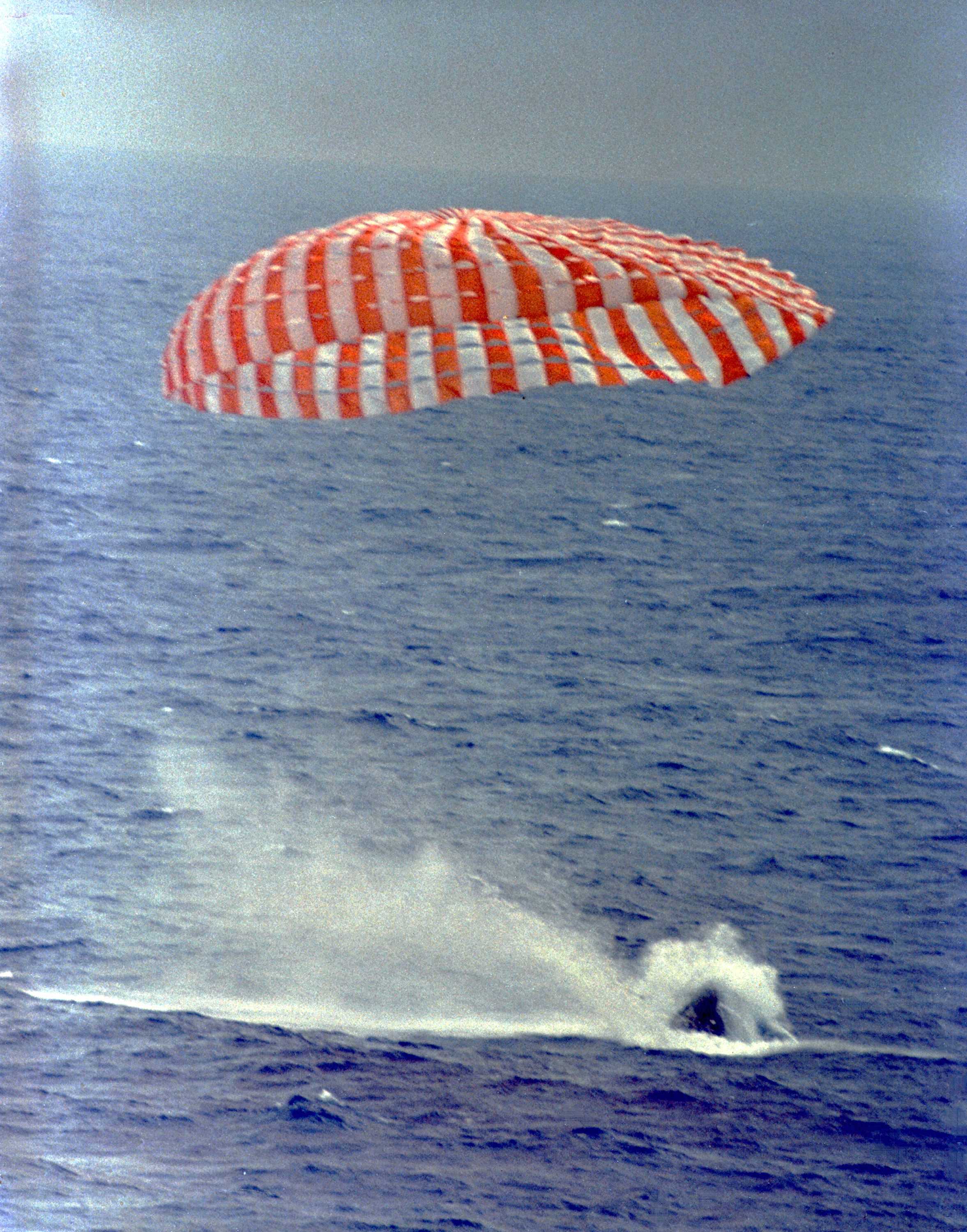
A Gemini 9A a vízreszállás pillanatában (1966. június 6.)

Az űrrepülés egyfajta ballisztikus repülés, melynek során a felbocsátott eszköz eléri a világűrt. Az űrrepülés történhet az űreszköz belsejében lévő emberekkel, vagy emberek nélkül. Az előbbit „emberes űrrepülésnek” nevezzük. Az ember nélküli űrrepülésekhez tartoznak a felbocsátott műholdak (más néven űrszondák).
Az űrrepülés célja lehet tudományos (pl. csillagászati, mezőgazdasági), katonai (felderítő műholdak), kereskedelmi (pl. kommunikációs műholdak, űrturizmus).
A világűr eléréséhez rakétára van szükség (a jelenlegi földi technológiai színvonalunk szerint), ami a célba juttatandó eszköz pályára állítását végzi, aminek első fázisa a Föld gravitációs erejének legyőzése, a megfelelő sebesség és magasság elérése. A már űrben lévő eszköz haladhat meghajtással (ekkor a pályáját vagy helyzetét módosítani tudja) vagy meghajtás nélkül. Ennek a témakörnek a tanulmányozása az égi mechanika tárgykörébe tartozik.
Ha az űreszköz már elérte a világűrt és pályára állt, a rakétameghajtás helyett más meghajtási módot is használhat: a napvitorlás esetén a napszél nyomását nagy felületű napvitorlával az űrhajó folyamatos gyorsítására használják fel; az elméletben létező mágneses vitorlás a Nap által kibocsátott napszél elektromosan töltött részecskéit statikus mágneses térrel téríti el, és így tesz szert tolóerőre (az elv „plazmameghajtás” néven is ismeretes). Az ionhajtómű szintén nem alkalmas a Földről való felbocsátásra, de a világűrben való haladásra igen.
Egyes űreszközök igen hosszú ideig a világűrben maradnak, mások megsemmisülnek a légkörbe való visszatérés során, pályára állnak, leszállnak vagy becsapódnak az égi objektumok felszínén.

## Története
Az űrhajózás első reális javaslata Ciolkovszkij orosz elméleti kutatótól származik, akinek legismertebb munkája az űrhajózás megvalósításáról 1903-ban jelent meg: „A világűr felfedezése reaktív eszközökkel”. Tudományos munkája azonban nem vált ismertté Oroszország határain kívül.
Az űrrepülés mérnöki értelemben Robert Goddard 1919-es publikációjával vált megvalósíthatóvá („A Method of Reaching Extreme Altitudes” - nagy magasságok elérése), amiben szerepelt a Laval-fúvóka és a folyékony hajtóanyagú rakéta működésének leírása. Goddard laboratóriumi kísérletekkel bizonyította, hogy a rakéta képes működni vákuumban (ebben az akkori tudósok közül nem mindenki hitt). Az írás nagy hatást gyakorolt Hermann Oberthre és Wernher von Braunra, akik később a űrrepülés kidolgozásában kulcsszerepet játszottak.
Az első eszköz, ami képes volt elérni a 100 km-es magasságot (ezt tekintjük a világűr határának), a német V–2 rakéta volt 1944 júniusában, amit a második világháború alatt hoztak létre, bomba célbajuttatása céljából.
1957. október 4-én a Szovjetunió felbocsátotta a Szputnyik–1-et, ami az első mesterséges hold volt. Az első emberes űrrepülésre 1961. április 12-én került sor, amikor Jurij Gagarin szovjet űrhajós a Vosztok–1 fedélzetén keringést végzett a Föld körül, majd sikeresen leszállt a Földre.
A szovjet Vosztok-űrprogram mögött olyan rakétatudósok álltak, mint Szergej Pavlovics Koroljov és Kerim Alijevics Kerimov.
Jelenlegi műszaki ismereteink szerint a rakéta az egyetlen űreszköz, amivel el tudjuk érni a világűrt, bár történnek kísérletek más eszközökkel, ilyen például a scramjet. Repülőgéppel nem lehet elérni a világűrt, mert a repülőgép hajtóművének működéséhez levegő szükséges. (a világűr fogalmának meghatározása éppen a levegő kellő ritkaságához van kötve). Elméletben létező eszköz az űrlift, aminél a világűrig felnyúló erős sodrony mellett húznák fel a „liftet” (egyelőre nem létezik elég erős anyag ennek kivitelezéséhez).

## Az űrrepülés fázisai

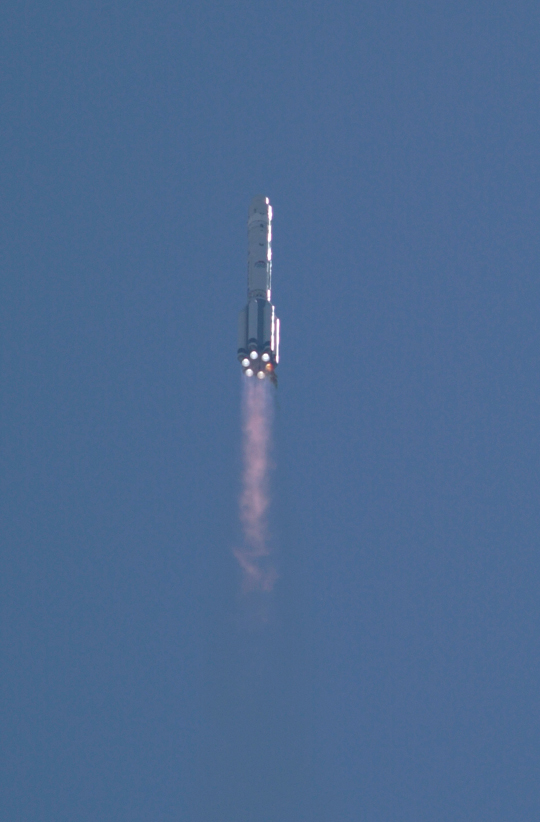
Proton hordozórakéta viszi fel a Zvezda szervizmodult a Nemzetközi Űrállomásra 2000-ben

### Felbocsátás
A felbocsátás (használatos még a pongyola „fellövés, kilövés” kifejezés is) rendszerint erre a célra szolgáló, ún. űrrepülőtéren történik, ami a függőleges felbocsátáshoz speciális állvánnyal, üzemanyagtöltési lehetőséggel és a műszerek ellenőrzését végző irányítóközponttal, továbbá a szárazföldi leszállást lehetővé tevő, a repülőtereknél megszokott kifutópályánál hosszabb kifutópályával rendelkezik a nagyobb leszállási sebesség miatt. Rendszerint az űreszköz összerakása és a leszállás utáni karbantartása is az űrrepülőtér közelében történik. Az űrrepülőtér emberi lakhelyektől távol helyezkedik el a rendkívül erős zaj és a robbanásveszély miatt. Az űrrepülőteret célszerű az Egyenlítőhöz minél közelebb elhelyezni, mert így a felbocsátáshoz kevesebb üzemanyag szükséges, mivel a Föld kerületi sebessége az Egyenlítőnél a legnagyobb.  A felbocsátás során az űreszköz a hajtóműve(i) működtetésével eltávolodik a földfelszíntől és sebességét olyan mértékűre növeli, amivel a Föld körül keringési pályára tud állni.
Bár a felbocsátás függőlegesen történik a „minél nagyobb magasság minél kisebb idő alatti elérése” elv alapján, az űreszköz a haladása során fokozatosan eltér e függőlegestől és sima átmenettel a Föld felszíne feletti vízszintes repülésbe megy át.
Ha szükséges, hogy a felbocsátandó űreszköz egy bizonyos időben a térnek egy bizonyos pontján legyen (például találkozzon egy bizonyos keringő testtel), akkor a felbocsátáshoz előzetesen ún. indítási ablakot számítanak ki, ami az indítás időpontját határolja be.
Bár a szükséges szökési sebesség egy nagy tömegű testtől a távolsággal csökken, mégis összességében kevesebb hajtóanyag felhasználásával jár, ha az üzemanyagot a felszínhez a lehető legközelebb égetik el  (ennek magyarázata az ún. Oberth-hatás). Ennek következménye, hogy az űrhajóban lévő műszereknek és az űrhajósoknak néhány percig tartó nagy gyorsulást kell elviselniük.
Egy nagyobb űrhajónak célszerűen nem a felszínről, hanem a Föld körül keringő űrállomáson való összeszerelés után annak közeléből kellene indulnia. Erre egyelőre még csak tervek vannak, a NASA Project Orion terve („Orion Multi-Purpose Crew Vehicle”) és az orosz Kliper/Parom páros.

### Pályára állás

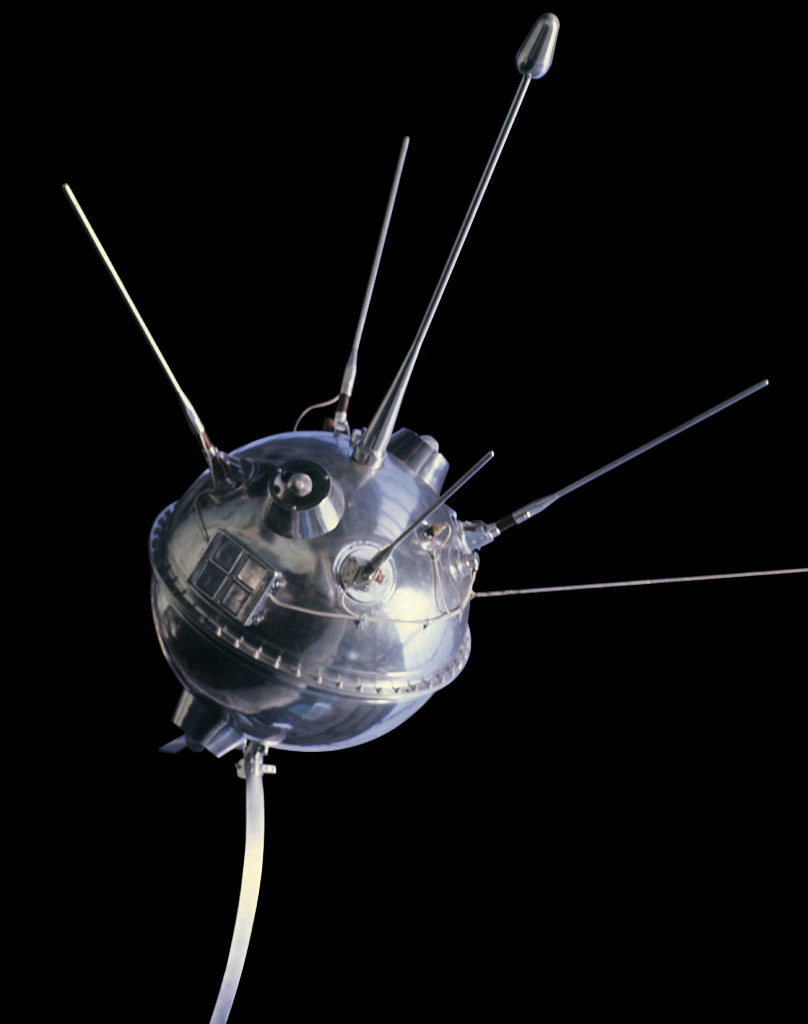
Az 1959-ben felbocsátott Luna–1 volt az első ismert, ember alkotta tárgy, ami elérte a Föld elhagyásához szükséges szökési sebességet. (múzeumi másolat)

A világűr elérésének tekintik a 100 km-es magasságú pálya elérését (ez az ún. Kármán-vonal). Az ennél valamivel kisebb magasságot elért repüléseket űrugrásnak nevezzük (rendszerint 40–80 km között).
A Földről való felbocsátás után az űreszköz a bolygó körül keringési pályára áll, ha sebessége valamivel nagyobb, mint az első kozmikus sebesség (kb. 8 km/s). A pálya zárt, és alakja ellipszis. Ha a felszín feletti magasság eléri a 200 km-t, a hajtóművet ki lehet kapcsolni, mivel a légköri fékezés ilyen magasságban minimális, az űreszköz hosszabb időt is tölthet meghajtás nélkül. Sebessége jellemzően 29 000 km/h, ezzel mintegy 90 perc alatt kerüli meg a Földet. Ha a keringési magasság ennél nagyobb, a keringési sebesség kisebb lesz. (például 1730 km-es keringési magasságon a sebesség 25 400 km/h, a keringési idő 2 óra).
A 35 800 km-es felszín feletti magasság különleges abból a szempontból, hogy a keringési idő megegyezik a Föld forgási idejével, így az adott űreszköz az égbolton mindig azonos helyzetet foglal el, mintegy „állni látszik” (ha az Egyenlítő felett kering). Ekkor sebessége 11 100 km/h. Az ilyen pályát geostacionárius pályának nevezik.
A második kozmikus sebesség elérésekor (kb. 11 km/s) a pálya, amin az eszköz halad, „kinyílik” és parabola lesz. Ilyen lehet például az a pálya, amivel egy másik bolygót el lehet érni, de ilyen pálya mutat a Földtől a Holdig.

### A pálya elhagyása
Szigorú értelemben a világűrben lévő minden test valamilyen pályán halad. A pálya elhagyásán azt a folyamatot értjük, amikor a test egy korábbi pályáról másik pályára tér át.
A Hold vagy egyéb égitestek eléréséhez nem feltétlenül szükséges az űreszköznek zárt pályán haladnia. Korai orosz űreszközöknek sikerült elérniük a világűr határát anélkül, hogy keringési pályára álltak volna. A NASA az Apollo-program kezdetén (1961 körül) ilyen pályát tervezett a Hold elérésére, de az ilyen pálya eléréséhez túl rövid időtartamú indítási ablak betartása szükséges, amit már egy kisebb üzemzavar is lehetetlenné tesz, ezért amellett döntöttek, hogy a Hold felé indítandó űrhajó először a Föld körüli „parkolópályára áll”, majd onnan a megfelelő pillanatban indul a Hold felé. Ehhez hosszabb időtartamú, így kevésbé kritikus indítási ablak állt a rendelkezésre és a Hold felé indítás előtt az űrhajó berendezéseit több órán át vizsgálhatták a földi technikusok. A parkolópályáról való indulás a Hold felé azt is lehetővé tette, hogy a veszélyes Van Allen sugárzási öv legsűrűbb részét el tudják kerülni az űrhajósok. Az Apollo–15 például 171x169 km-es pályára állt a Föld körül a Hold felé indulása előtt. Ezen a magasságon már számottevő volt a légkör fékező hatása, de ez azzal az előnnyel járt, hogy a Saturn V hordozórakéta harmadik fokozatából ki tudták szellőztetni a hidrogént.
A kisebb tömegű és bonyolultságú robotűrhajók esetén általában nem kell törődni a sugárzás minimalizálásával, és nincs szükség hosszas tesztelésre, így azok közvetlen pályán indulhatnak a Hold vagy más égitestek felé.

### Égi mechanika
A világűrben haladó test mozgását az égi mechanika írja le. Mozgását a közeli gravitációs terek (jellemzően a Nap, a bolygók és a nagyobb holdak), illetve az űreszköz hajtóművének alkalmazása határozza meg. A pálya gondos tervezésével, a gravitációs terek hatásának figyelembe vételével (lásd: hintamanőver) a felhasználandó üzemanyag mennyisége jelentősen csökkenthető, illetve az űreszköz adott helyre adott időben való érkezése előre kiszámítható.

### Visszatérés a légkörbe

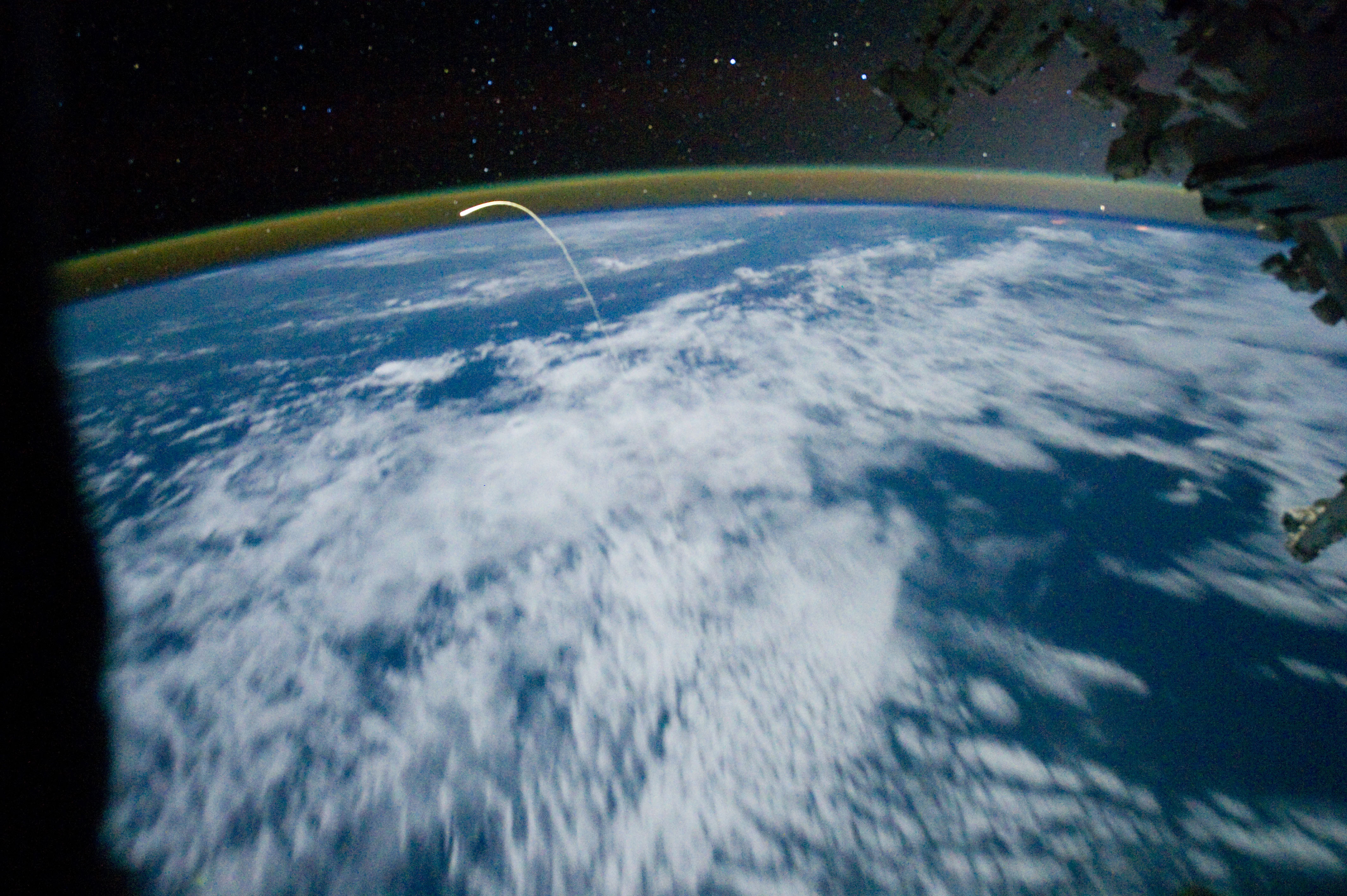
Ionizált gáz látható egy űrsikló körül a légkörbe való visszatérésekor
(Atlantis űrrepülőgép, 2011. július 21.)

A világűrben mozgó test nagy mozgási energiával rendelkezik. Ezt az energiát le kell adnia a testnek a biztonságos földetérés előtt. Erre a célra az űreszköz hőpajzsot alkalmaz, olyan pályán kell belépnie a légkörbe és olyan manővereket kell végeznie az ereszkedés során, ami az energia nagy részének szétsugárzását eredményezi. Harry Julian Allen elmélete szerint az űreszköznek tompa formával kell rendelkeznie, mert az nagyobb hőmennyiség leadását teszi lehetővé. (korábban a szovjet és amerikai űreszközök orra elvékonyodó kúp volt, aminek kisebb a légellenállása, de ez az eszközök túlzott felhevülésével járt).
Mivel a légkör molekulái a visszatérő űreszköz környezetében felhevülnek, ezért plazma keletkezik. Ennek mellékhatása, hogy az eszközzel nem lehet rádiókapcsolatot létesíteni ezen időszak alatt (ez pár percig tart).

### Földetérés

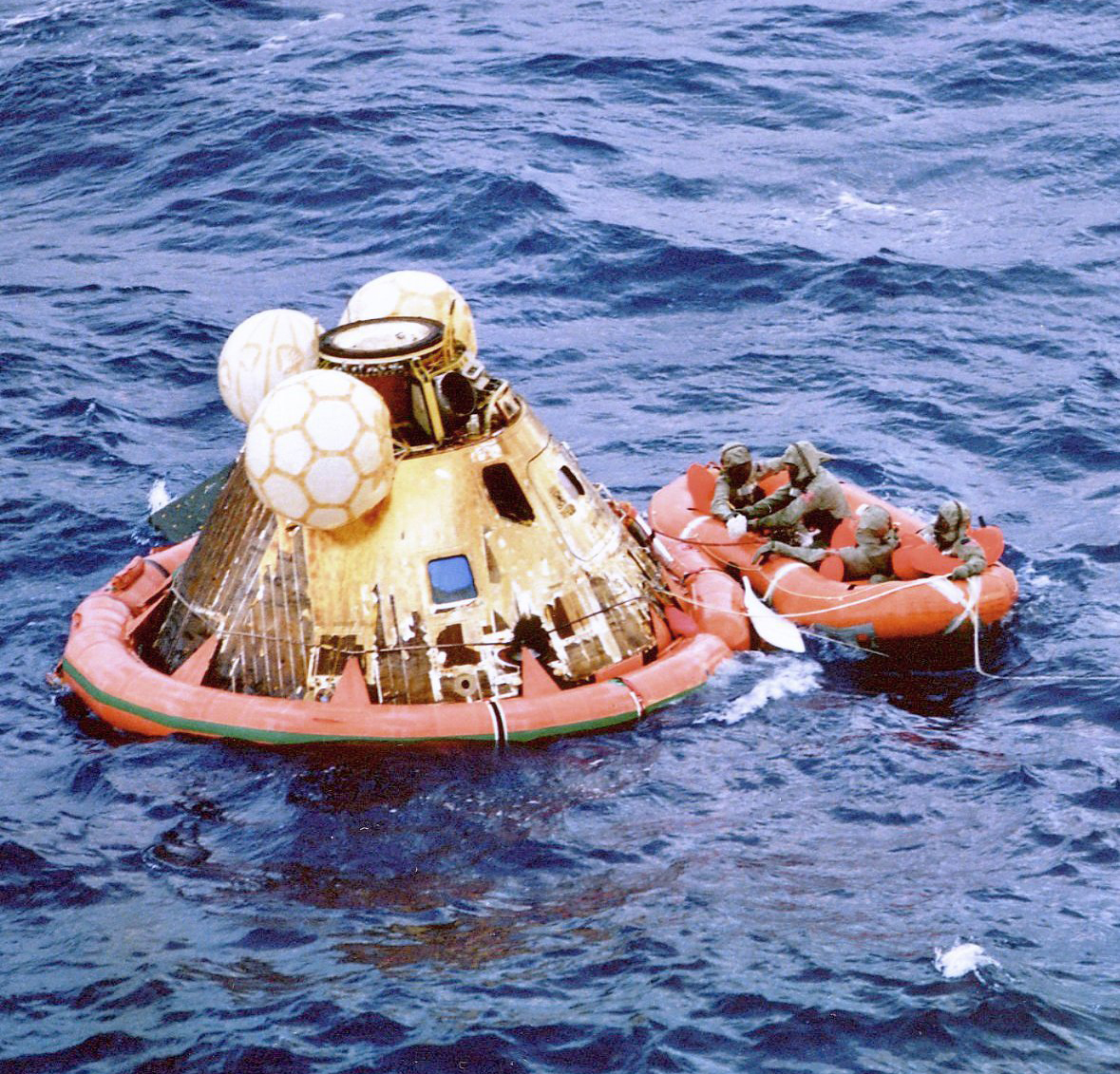
Az Apollo–11 űrhajósai és egy búvár gumi mentőcsónakba átszállva várják, hogy a mentőhelikopter felszedje őket (1969. július 24.)

Az amerikai Mercury, Gemini és Apollo űrhajókat úgy tervezték meg, hogy nem a szárazföldre, hanem tengerben „érjenek földet”. Ennek előnye, hogy a leszálláshoz nem kellenek fékezőrakéták, amik csökkentenék az űrhajó sebességét (így az össztömeg kisebb lehet).
Az orosz Szojuz űrhajók ezzel szemben a szárazföldre való érkezés miatt fékezőrakétákat alkalmaznak, amik az utolsó métereken jelentősen mérséklik az űrhajó sebességét. A módszer hátránya, hogy hibás működés esetén az űrhajó túl nagy sebességgel csapódik a talajba.
Az amerikai űrsiklók és a szovjet Buran repülőgépként, közel vízszintes repüléssel, nagy sebességgel értek földet.
Mindhárom módszer esetén a leereszkedés megfelelő fázisában az űrhajó sebességét fékezőernyőkkel csökkentik.

### „Mentés”

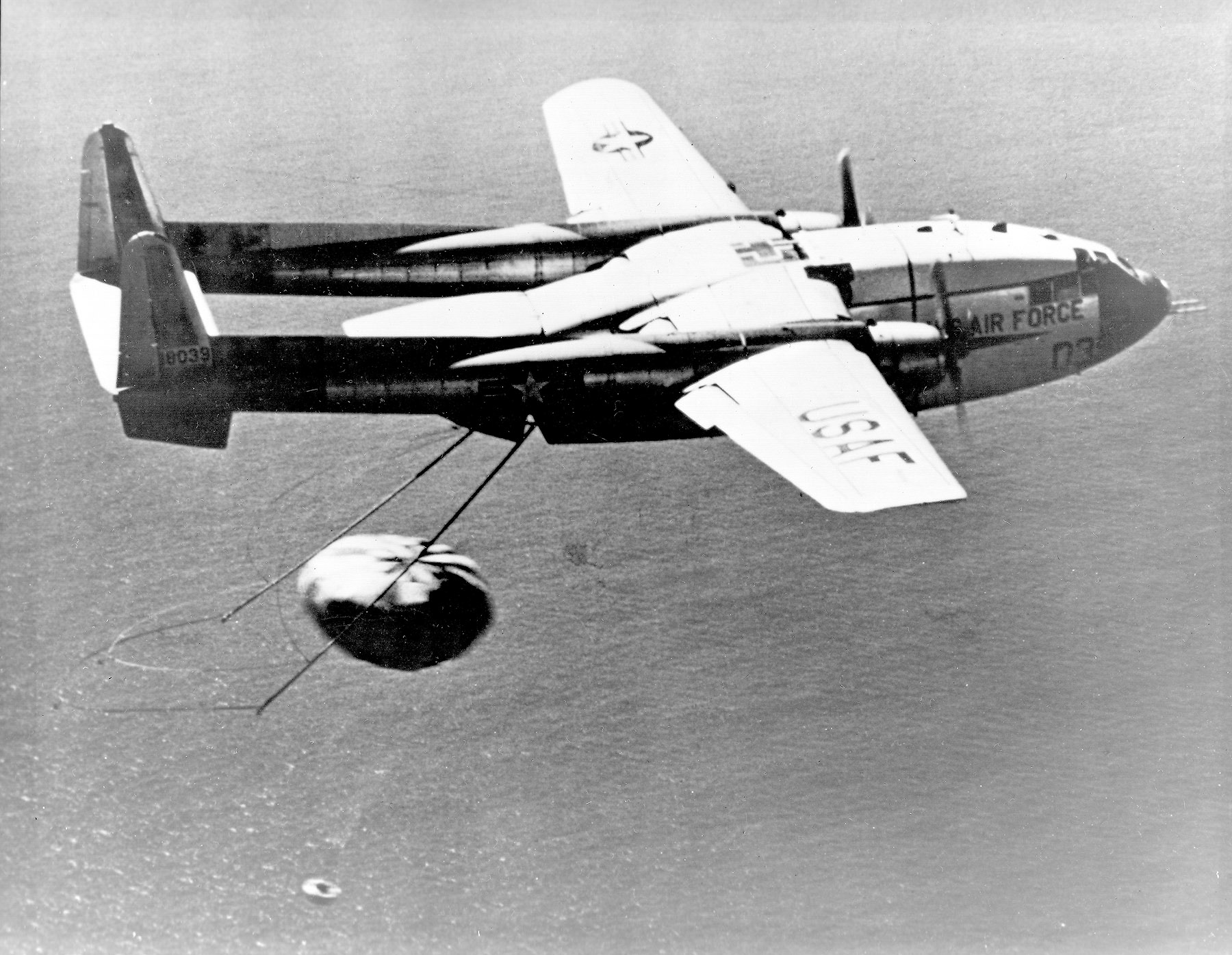
Egy Discoverer-14 visszatérő kapszuláját zuhanás közben fogja be egy C-119 repülőgép

A leszállás után az űrhajót biztonsági okokból rendszerint kívülről a mentőcsapat nyitja ki. Különleges esetben, például az amerikai Corona kémműholdak esetén azt a módszert alkalmazták, hogy a visszatérő kapszulát (ami az elkészített fényképek filmjét tartalmazta) még a levegőben, leereszkedés közben befogta egy speciális repülőgép.

## Az űrrepülés típusai

### Emberes űrrepülés
Emberes űrrepülésen azt értjük, amikor az űrhajóban legalább egy ember tartózkodik. Ez a korszak a Vosztok–1 repülésével kezdődött, 1961. április 12-én, amikor   Jurij Gagarin szovjet űrhajós automatikusan működő űrhajójában egyetlen keringést végzett a Föld körül.
Rendszeres emberes űrrepülésre az amerikai űrsikló-program befejeződésével 2012-ben csak az orosz Szojuz űrhajó képes, de meg kell említeni a sikeresen működő kínai Sencsou-programot, valamint a kezdeti stádiumban lévő, kereskedelmi SpaceShipOne kísérletet, ami csak az űrugrás kivitelezését célozza meg.

### Szuborbitális repülés
Szuborbitális repülésről (vagy űrugrásról) akkor beszélünk, ha a felbocsátott eszköz nem éri el a világűrt, tehát repülési magassága 100 km alatt marad, de jóval fölötte van a repülőgépeknél megszokott 10–20 km-es magasságnak. A szuborbitális repülés nem csak űrhajók esetén jöhet szóba, hanem megfelelő műszaki színvonallal rendelkező repülőgép esetén is (a módszer még csak elméletben létezik). Ezzel a módszerrel például a London–Sydney közötti 17 000 km-es távolság 2 óra alatt megtehető lenne (ez nagyjából 7 Mach, vagyis hiperszonikus sebességet jelent), mivel a ritkább légkörben a kisebb légellenállás miatt a repülőgép gyorsabban tudna haladni, mint alacsonyabban, sűrűbb légkörben. Ez a sebesség mai eszközeinkkel még nem elérhető.
A Virgin Galactic vállalat terveiben szerepel ilyen repülőgép SpaceShipThree néven, valamint a SpaceX Starship űrhajójának tervezett „Föld-Föld űrszállítási rendszere” is ilyen.

### Orbitális repülés
Orbitális repülés esetén az űreszköznek el kell érnie a szökési sebességet ahhoz, hogy pályára állhasson. (ez a Föld esetén a szuborbitális repüléshez képest kb. 3-szoros sebességet jelent). Orbitális repülésről akkor beszélünk, ha az űrhajó egy égitest körül, zárt pályán keringést végez.

### Bolygóközi repülés
Bolygóközi repülésről akkor beszélünk, ha egy űrhajó két égitest közötti pályán mozgást végez (és a két égitest ugyanabban a naprendszerben van).

### Csillagközi repülés
Csillagközi repülésről akkor beszélünk, ha egy űrhajó két naprendszer közötti pályán mozgást végez, illetve ha elhagyja a Naprendszert. Jelenleg öt olyan űrhajó van olyan pályán, ami kifelé vezet a Naprendszerünkből, ezek közül a Voyager–1 és a Voyager–2 elérte a Naprendszer határát.

### Intergalaktikus repülés

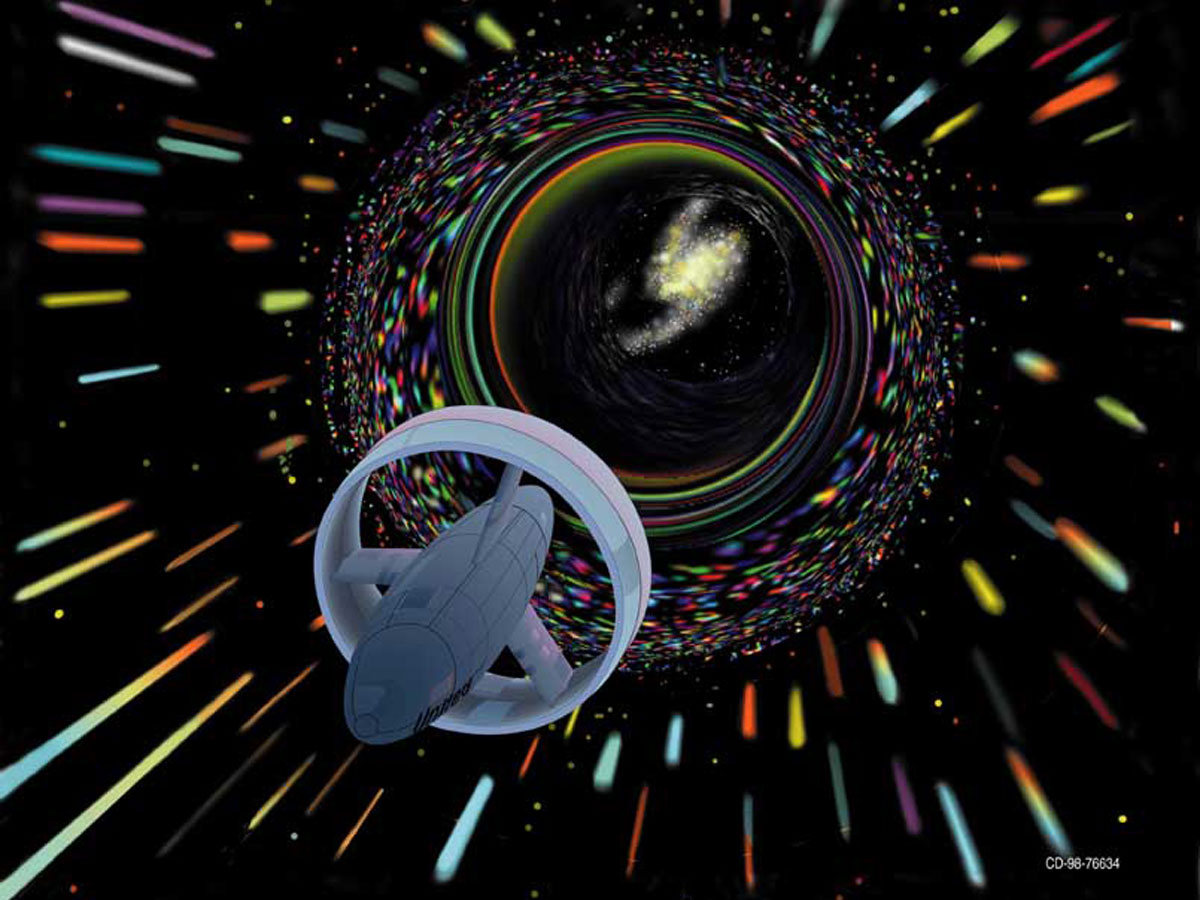
Művészi elképzelés arról, amikor egy űrhajó behatol egy féreglyukba

Intergalaktikus repülésről akkor beszélünk, ha egy űrhajó két galaxis közötti pályán mozgást végez. Jelenleg csak a sci-fi irodalom foglalkozik vele.

## Űrhajók és meghajtási rendszerek

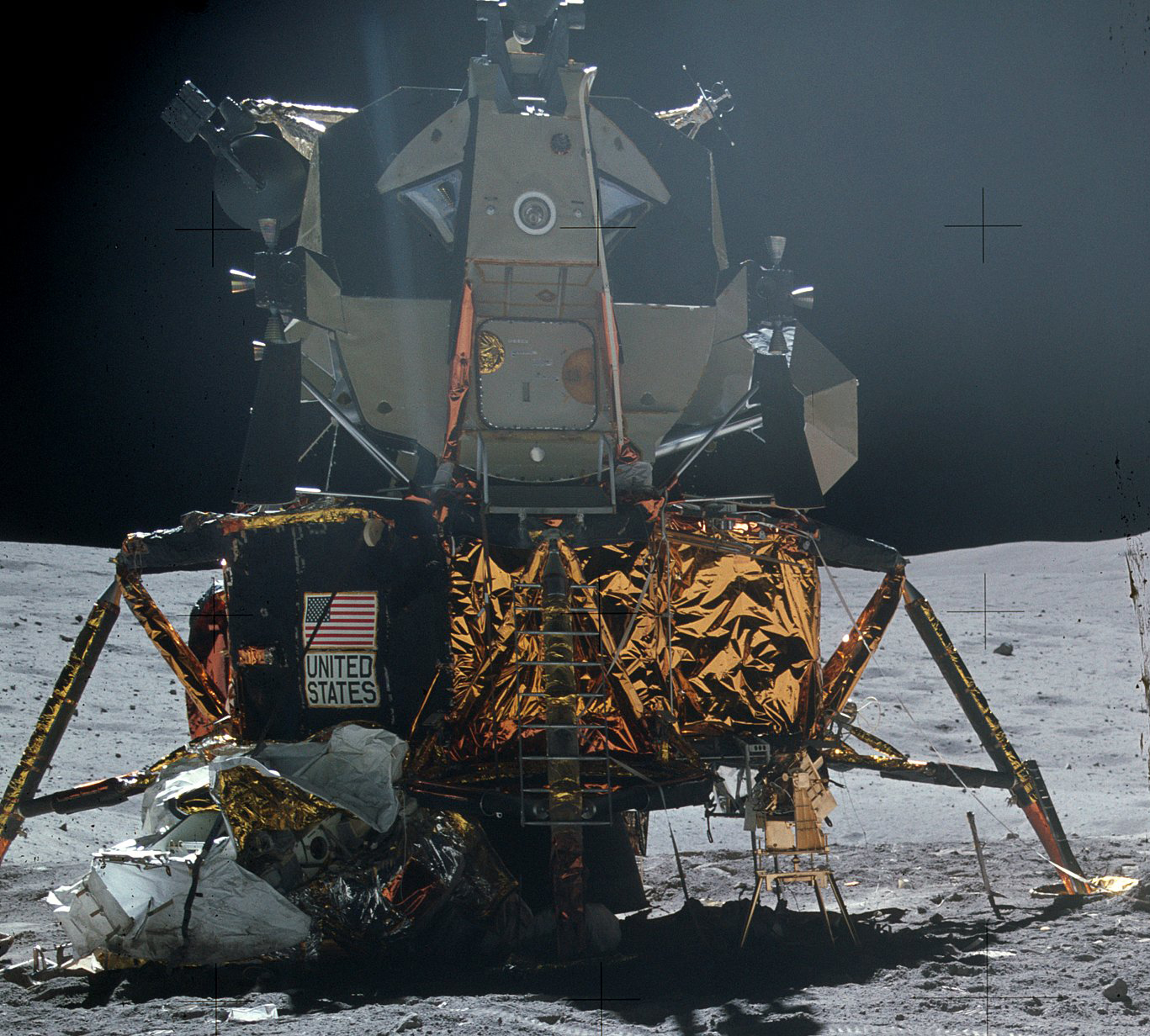
Az Apollo holdkomp a Hold felszínén

Űrhajónak olyan űreszközt nevezünk, ami képes a pályáját befolyásolni a világűrben.

### Meghajtási rendszerek
Űrhajóinkat jelenleg kizárólag rakétákkal tudjuk a világűrbe juttatni (a világűrben már más meghajtási lehetőségeink is vannak), mert csak a kémiai elven működő rakétáknak van elegendő tolóereje ahhoz, hogy az űrhajót a világűrbe juttassák.
A rakéták több fokozatból állnak (ennek elvét már Ciolkovszkij az 1900-as évek elejére kidolgozta). Ezek a fokozatok hajtóanyagot tartalmaznak, és hajtóanyaguk elégése után fölösleges teherré válnak, amit a tovább haladó űrhajó leválaszt magáról.

## Az űrrepüléssel kapcsolatos kihívások

### Balesetek
Mivel a világűr eléréséhez nagy energia szükséges, ezért előfordulhat, hogy ez az energia túl korán, hirtelen és ellenőrizetlenül szabadul fel. Amikor egy Delta II rakéta 1997. január 17-én, a felbocsátás után 13 másodperccel felrobbant, 16 km-re lévő ablakok is betörtek a lökéshullám hatására.
További ismert balesetek az Apolló-1 katasztrófája, illetve a Challenger és a Columbia űrsiklók balesetei. A Szovjetunió űrprogramja során több olyan rejtélyes esetről tudunk, ahol űrhajósok vesztették életüket. Ezek egy részéről kiderült, hogy hoax, azonban biztosan tudunk legalább 6 olyan emberről, akik a szovjet űrprogram során vesztették életüket, a technika kiforratlansága miatt.

### Mikrogravitáció

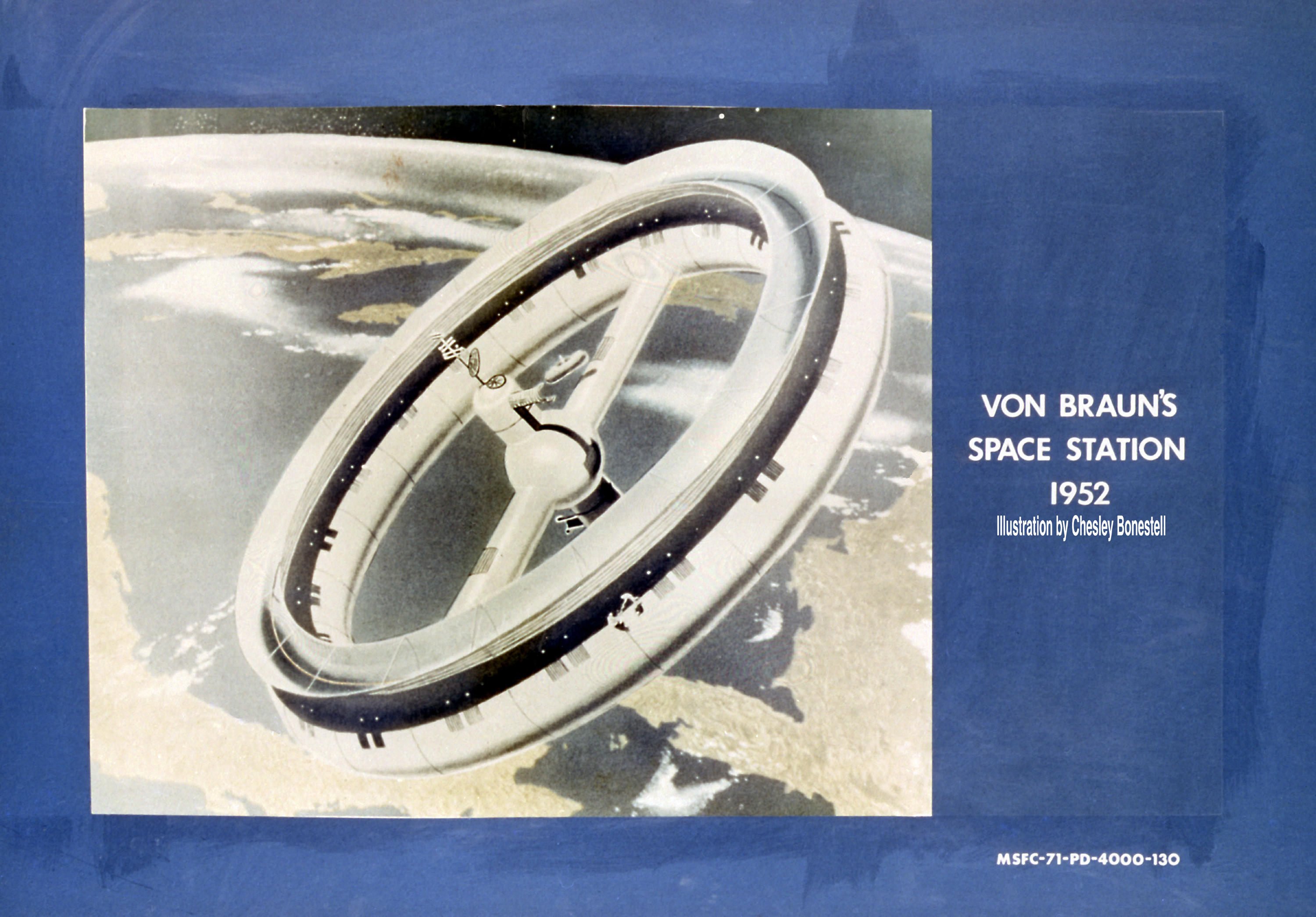
Von Braun 1952-es elképzelése egy 750 m átmérőjű űrállomásról, ami a tengelye körüli forgással mesterséges gravitációt állított volna elő

Mikrogravitáció akkor áll elő, amikor egy testre csak a gravitációs erő van jelentős hatással. Így szabadesés közben is fellép a mikrogravitáció állapota. Az űrben ez kicsit másként működik. A Föld körüli pályán, például a Nemzetközi Űrállomás esetén ez azt jelenti, hogy az űrállomás folyamatosan zuhan a Föld felé, azonban keringési pályán a sebessége miatt mintegy "kitér" a Föld elől. A gravitáció azonban továbbra is hat rá, emiatt alakul ki a kör- vagy ellipszispálya. Mikrogravitáció repülőgéppel is elérhető (az űrhajósok felkészítése során ezt alkalmazzák), amikor a repülő pályája egy parabolaív leszálló ágát követi.
A mikrogravitáció emberre gyakorolt hatását hosszú ideje vizsgálják. A legfontosabb negatív hatás a csonttömeg csökkenése, ami akár tartós is lehet. Átmenetileg izomsorvadás is megfigyelhető, és a vérkeringésben is támadnak zavarok. Hónapokig tartó űrrepülés esetén ezt ellensúlyozni kell, aminek legkézenfekvőbb módja mesterséges gravitáció keltése, amit az űrhajó forgatásával lehet elérni.
A másik élettani hatása a mikrogravitációnak az, hogy az ember elveszti térérzékelését, mivel a test helyzetét érzékelő belső fülnek szüksége van egy viszonyítási alaphoz, ami a gravitáció miatt kialakuló súlyerő. Az űrben azonban ez hiányzik. Mivel a belső fül működése nem áll le, ezért gyakran léphet fel szédülés, amikor a szemünk és a fülünk ellentétes helyzet- és sebességadatokat továbbít az agyba.
Fellépnek ezenkívül nem élettani hatások is, amik viszont szintén kihívásokat jelentenek, Ilyen az, hogy a súlyerő hiánya miatt a folyadékokban a hidrosztatikai nyomás megszűnik, kizárólag a felületi feszültség és a részecskék közötti összetartó erő fog hatni a folyadékokra. Emiatt vesznek fel gömbalakot a vízcseppek az űrállomáson, és részben emiatt nem lehet zuhanyozni/fürdeni az űrben: az emberi testen megtapadnának a vízcseppek, és az egész testfelszínt egyenletesen borítanák be, így gyakorlatilag megfulladnánk egy vízburok alatt. A folyadékok különös viselkedése az üzemanyag-ellátásban is problémát jelent.

### Sugárzás
A földi légkör fölött az emberi életre veszélyes Van Allen sugárzási öv, a napszél és a kozmikus sugárzás jelentenek veszélyt az űrhajósokra nézve. A Van Allen sugárzási öv csak a Földről való felbocsátás (és leszállás) során jelent potenciális veszélyt, aminek hatása megfelelő pályával csökkenthető. A napszél és a kozmikus sugárzás ellen árnyékolással lehet védekezni.
A Földtől távolabb a napkitörések jelentenek komoly kockázatot, mert a világűrben tartózkodó űrhajósok percek alatt halálos dózist kaphatnak.

### Meteorok
A világűrben való közlekedésnél veszélyt jelentenek a kisméretű, ugyanakkor nagy sebességű meteorok, amik lyukat üthetnek az űrhajó falán, amin keresztül a belső levegő vagy üzemanyag távozhat a világűrbe, de az űrhajó külső berendezései is megrongálódhatnak egy ilyen becsapódástól.
Csak az utóbbi néhány évben kezdték felismerni a Föld körül keringő, használaton kívüli űreszközök, az űrszemét problémáját, amik a meteorokhoz hasonlóan megrongálhatják az űrhajókat. Ennek a problémának a kezelése még várat magára. (lásd: Kessler-szindróma). Az újabban felbocsátandó űrhajókat már a visszatérés, pontosabban a légkörben való elégés lehetőségét figyelembe véve tervezik meg.

### Életfenntartás
Az emberi élet fenntartásához feltétlenül szükség van levegőre, vízre és élelemre. Szükséges továbbá a megfelelő testhőmérséklet fenntartása, elfogadható légnyomás, és az emésztőrendszerből távozó anyagok újrahasznosítása.

### Űridőjárás
Űridőjárásnak a világűrben uralkodó viszonyokat nevezzük. Alkotóelemei: változó mágneses terek, nagysebességű plazma és elektromosan töltött részecskék. Elsődleges befolyásoló tényezője a Nap, de lehet akár más csillagrendszer is.
Jelentős hatása lehet még a Földhöz közel keringő műholdak pályáira is, amiknél magasságvesztést okozhat és ezáltal azok működési idejét jelentősen csökkentheti.
A napkitörések kommunikációs műholdakat tehetnek tönkre.

### Környezeti hatások
A rakéták hajtóanyaga mérgező lehet. Sok szilárd hajtóanyagú rakéta klorint tartalmaz perklorát formájában és más kémiai anyagokat, amik az ózonrétegben átmenetileg lyukat hoznak létre. A visszatérő űrhajó nitrátokat kelt, ami átmenetileg szintén negatív hatással van az ózonrétegre.

## Fordítás
- Ez a szócikk részben vagy egészben  a   Spaceflight című angol Wikipédia-szócikk fordításán alapul.  Az eredeti cikk szerkesztőit annak laptörténete sorolja fel. Ez a jelzés csupán a megfogalmazás eredetét és a szerzői jogokat jelzi, nem szolgál a cikkben szereplő információk forrásmegjelöléseként.